# Antonio Seghizzi
Pour les articles homonymes, voir Seghizzi.
Antonio Seghizzi est un peintre italien du XVIIe siècle  qui fut actif à Bologne. Il est le fils de Andrea Seghizzi.